# ChaCha (motor de búsqueda)
ChaCha es un motor de búsqueda de Internet que paga a las personas para responder preguntas a los usuarios. Esta técnica es conocida como búsqueda social. ChaCha fue creado por Scott A. Jones, quien es un inventor y escultor, y Brad Bostic. ChaCha se encuentra localizado en Carmel, Indiana, Estados Unidos.
La versión alfa del buscador fue lanzado en 1 de septiembre de 2006. La versión beta fue lanzada el 6 de noviembre de 2006. El servicio reportó 20 mil guías hasta final de año. ChaCha tuvo financiamiento de US$ 6 millones en fondos de desarrollo, incluyendo el aporte de Bezos Expeditions, la compañía personal de Jeff Bezos, empresario de Amazon.com.
La función de búsqueda se basa en la idea de que el sistema aprenderá desde los resultados almacenados de la búsquedas anteriores, entregando los mismos enlaces en búsqueda similares que se hagan en el futuro.

## Guías
Un guía de ChaCha es una persona que se registra en ChaCha para ganar dinero encontrando enlaces o contenidos para otras personas a través del servicio de ChaCha. Para ser un guía, la persona puede llenar el formulario en el sitio web o ser invitado por otra persona que ha alcanzado el nivel de maestro. Los guías deben informar las áreas de interés o expertise que poseen, para que las búsquedas que deban realizar estén directamente relacionadas con sus preferencias. Los guías poseen tres áreas que no son visibles al público:
- El "Subterráneo" (Underground) es para comunicarse entre los guías.
- El foro para registrar problemas y sugerir nuevas funcionalidades a ChaCha.
- La Base de Conocimiento (Knowledge Base) que contiene artículos útiles para los guías.

## textChaCha
El 3 de enero de 2008, ChaCha lanzó el servicio de textChaCha que permite a los usuarios preguntar y recibir respuestas por el servicio de mensajes (o SMS)
. A diferencia del resto de los servicios de mensajería, ChaCha no requiere códigos especiales para obtener resultados. Se debe enviar una frase para obtener la respuesta desde el servicio.